# Sons of the P
Albums de Digital Underground
This Is an EP Release
(1991) The Body-Hat Syndrome
(1993)
Singles
1. Kiss You Back
Sortie : 1991
2. No Nose Job
Sortie : 1992

Sons of the P est le deuxième album studio de Digital Underground, sorti le 15 octobre 1991.
Des rumeurs ont couru selon lesquelles le titre Kiss You Back avait été coécrit et interprété par George Clinton, mais, en réalité, son nom apparaît dans les crédits en raison de l'usage du titre (Not Just) Knee Deep de Funkadelic. Cependant, il a activement participé à l'écriture et à l'enregistrement du morceau Sons of the P. 
L'album s'est classé 23e au Top R&B/Hip-Hop Albums et 44e au Billboard 200 et a été certifié disque d'or le 9 avril 1992 par la Recording Industry Association of America (RIAA).

## Liste des titres
| No  | Titre                                         | Contient un (des) sample(s) de | Durée |
| --- | --------------------------------------------- | --- | ----- |
| 1.  | The DFLO Shuttle                              | Train Sequence de Geoffrey Sumner Long Red de Mountain Funky Miracle des Meters Superappin' de Grandmaster Flash and The Furious Five | 5:12  |
| 2.  | Heartbeat Props                               | Freak of the Week de Funkadelic Laid It des Ohio Players The Lovomaniacs de Boobie Knight & the Universal Lady No Nose Job de Digital Underground | 7:28  |
| 3.  | No Nose Job                                   | Same Song de Digital Underground featuring 2Pac | 4:59  |
| 4.  | Sons of the P (featuring George Clinton)      | Colour Me Funky de Parliament Funky President (People It's Bad) de James Brown Freaky Styley des Red Hot Chili Peppers Aqua Boogie (A Psychoalphadiscobetabioaquadoloop) de Parliament Take Me to the Mardi Gras de Bob James You Gots to Chill d'EPMD | 9:05  |
| 5.  | Flowin' on the D-Line                         | Impeach the President des Honey Drippers Aqua Boogie (A Psychoalphadiscobetabioaquadoloop) de Parliament Celebrate the Good Things de Pleasure | 3:05  |
| 6.  | Kiss You Back                                 | (Not Just) Knee Deep de Funkadelic You're a Customer d'EPMD Funky President (People It's Bad) de James Brown Shimmy Shimmy Ko Ko Bop de Little Anthony and the Imperials                                                                               | 6:11  |
| 7.  | Tales of the Funky (featuring George Clinton) | One Nation Under a Groove de Funkadelic Mothership Connection (Star Child) de Parliament The Night of the Thumpasorus Peoples de Parliament | 5:31  |
| 8.  | The Higher Heights of Spirituality            | | 0:48  |
| 9.  | Family of the Underground                     | Family Affair de Sly & the Family Stone | 5:47  |
| 10. | The D-Flowstrumental                          | | 4:53  |
| 11. | Good Thing We're Rappin'                      | Papa Was Too de Joe Tex I Choose You (extrait de la bande originale du film Le Mac) Atomic Dog de George Clinton No Nose Job de Digital Underground | 11:34 |